# 心兒怦怦跳
《心兒怦怦跳》是日本漫畫家槙陽子創作的漫畫作品。於集英社漫畫雜誌《Ribon》2006年2月号至2007年1月号期間連載。單行本全2卷。尖端出版在《夢夢少女漫畫月刊》2006年9月號開始至2007年8月號結束刊載。單行本全2卷。

## 劇情簡介
立志要成為幸福少女的光，和住同一個社區的青梅竹馬·勝人進了同一間高中，光馬上和同班同學彌音變成了好朋友，也認識了二年級學長三木三智也和一橋潤。光對長得非常像死去哥哥的三木三智也一見鍾情，而且三木三智也也非常大方的和光接吻，乍看美夢成真，但是沒想到三木三智也是個花心大蘿蔔。撞見和三木三智也和陌生女孩子出賓館的光因此失戀了。光以後該如何向幸福女孩邁進呢……？

## 登場人物
- 佐久間 光

開朗天真的高中生和媽媽相依為命，因交通事故失去了哥哥，所以朝著幸福女孩的目標邁進，準備了一本筆記本“幸福女孩交戰守則筆記”作為日記，生氣就會變成關東腔。
- 一橋 潤

是個不愛說話，雖然看起來酷酷的，但是是個非常體貼的學長，家庭狀況非常複雜。
- 三木 三智也

很像光死去哥哥的學長，是個很愛惡作劇的學長(參考第一集)，之後幫了光很多忙，嚴格說起來應該是個好人。
- 木村 彌音

光的好朋友，是個非常可靠也是非常具有行動力的女孩，因為有一次順手牽羊的舉動和光吵架(參考第一集)，之後和勝人交往(參考第二集)。　
- 石野 勝人

光從小到大的玩伴，個性開朗、粗線條，擅長模仿搞笑，是個關心朋友的好男人。
- 郡 亞美奈

潤(以前)的妹妹，因為不知名緣故個性被扭曲成邪惡的少女，利用自己的男友河田 由去整光。
- 小倉 杏子

光的朋友，是個喜歡幫人解決戀愛煩惱的人（自稱青春應援團），是重義氣的好女孩。
- 河田 由

亞美奈的男朋友，是個很專情的男生，本性很善良。

## 出版書籍
| 卷數 | 集英社        | 集英社                 | 尖端出版      | 尖端出版             |
| 卷數 | 發售日期      | ISBN                   | 發售日期      | EAN                  |
| ---- | ------------- | ---------------------- | ------------- | -------------------- |
| 1    | 2006年7月14日 | ISBN 978-4-08-856693-1 | 2007年3月22日 | EAN 471-7702-20681-9 |
| 2    | 2007年1月15日 | ISBN 978-4-08-856722-8 | 2007年9月14日 | EAN 471-7702-20682-6 |